# Tipula (Papuatipula) oneili
Tipula (Papuatipula) oneili is een tweevleugelige uit de familie langpootmuggen (Tipulidae). De soort komt voor in het Australaziatisch gebied.